# Лильо, Хуан Мануэль
Хуан Мануэль (Хуанма) Лильо Диес (исп. Juan Manuel Lillo Díez; род. 3 ноября 1965 или 2 ноября 1965, Толоса, Страна Басков) — испанский футбольный тренер.

## Карьера тренера
Лильо начал тренировать местную команду «Амарос КЕ» в 16 лет, а четыре года спустя был назначен главным тренером ФК «Тороса», базировавшегося в его родном городе и игравшего в Терсере. После этого он перешёл в «Мирандес», который смог привести к чемпионству и вывести в Сегунду B.
В 1990-е и 2000-е он возглавлял несколько испанских клубов с переменным успехом и был уволен в 2010 году после неудачных показателей в «Альмерии».
В декабре 2013 года Лильо был приглашен в колумбийский клуб «Мильонариос», но уже в сентябре 2014 года был уволен.
В 2015 году присоединился к тренерскому штабу сборной Чили в качестве ассистента главного тренера, которую на тот момент возглавлял Хорхе Сампаоли. Летом 2017 года он вновь вернулся в Колумбию, где уже возглавил «Атлетико Насьональ». Однако после неудачного выступления в чемпионате Колумбии был уволен в декабре этого же года.
В 2018 году был приглашен в качестве главного тренера в японский «Виссел Кобе», но, несмотря на наличие таких мировых звёзд футбола, как Андрес Иньеста, Давид Вилья и Лукас Подольски, он не смог оправдать высоких ожиданий и был уволен в апреле 2019 года.
В августе 2019 года был назначен тренером китайского «Циндао Хайню», с которым занял первое место в Лиге Цзя-А и вывел команду в Суперлигу.
В июне 2020 года был назначен ассистентом Пепа Гвардиолы в «Манчестер Сити», заменив ушедшего в лондонский «Арсенал» в декабре 2019 года Микеля Артету.
22 августа 2023 года назначен временным менеджером «Манчестер Сити» на время восстановления Пепа Гвардиолы после операции на спине.

## Достижения
Мирандес
- Терсера: 1988/89

Саламанка
- Сегунда B: 1993/94

Циндао Хайню
- Лига Цзя-А: 2019